# San Francisco Chapulapa
San Francisco Chapulapa è un comune del Messico, situato nello stato di Oaxaca.